# Weapon X
L’Arme X (« Weapon X » en VO) est un programme gouvernemental canadien secret de fiction présent dans l'univers Marvel de la maison d'édition Marvel Comics.
Le programme Arme X est un dérivé du projet Weapon Plus qui a pour but de modifier des hommes ou les mutants afin d'en faire des super-soldats. Il est apparu pour la première fois dans Marvel Comics Presents #72 où il fut lié au mutant Wolverine, au squelette duquel on greffa de l'adamantium. C'est ce personnage qui hérita en premier du surnom Weapon X.

## Historique fictionel

### Création
L'Arme X était un programme militaire opérant au sein du Département K canadien. Il était dirigé par le Pr Thorton, le Dr Abraham Cornelius, le Dr Carol Hines et le Dr Dale Rice. John Sublime participait aussi au projet, mais de manière discrète. Certains des travaux étaient basés sur les expériences du scientifique nazi Nathaniel Essex (l'identité secrète de Mister Sinister), récupérés à la fin de la Seconde Guerre mondiale.
Les premiers sujets des expériences furent les membres de Team X, un groupe d'agents secrets de la CIA : Logan (le futur Wolverine), Victor Creed (le futur Dents-de-Sabre), David north (le futur Maverick), Silver Fox, Mastodon, et John Wraith. Le télépathe Psi-Borg (Aldo Ferro) fut utilisé pour créer de faux souvenirs implantés chez les patients, en échange d'une vie prolongée par des moyens scientifiques. L'organisation fabriqua aussi des robots de classe Shiva, au cas où les patients seraient incontrôlables.
On apprit bien plus tard que Weapon X était un dérivé du projet Weapon Plus (ou Arme plus), créé dans les années 1940 afin de développer des super-soldats et des assassins, utilisés dans les guerres et les menaces mutantes.
C'est là que Logan subit une greffe visant à recouvrir ses os d'adamantium, pour en faire un super-tueur. Cette greffe fut orchestrée par Romulus.
Les plans de Weapon X échouèrent le jour où Wolverine, dans un état de rage animale, s'échappa du complexe, provoquant la mort du Docteur Rice et de plusieurs dizaines d'employés. Malcolm Colcord, un des soldats mutilés, devint des années plus tard le nouveau Directeur.

### Reprise du projet
À la suite de l'incident, Arme X fut fermé et laissé à l'abandon pour éviter d'attirer des enquêteurs. Pourtant, le projet reprit ailleurs, sous le nom Re-Creation, et poursuivit sa création d'agents : Native, Kimura et X-23 (clone femelle de Wolverine). Le complexe était dirigé par le directeur Martin Sutter, Dr. Zander Rice et Dr. Sarah Kinney. D'autres projets virent ensuite le jour, comme Predator X, du Dr. Adam Harkins.
À un moment, Weapon X se sépara du contrôle de Weapon Plus, et fut directement dirigé par le Département K Canadien. Une nouvelle génération d'agents fut produite : Deadpool, Garrison Kane (surnommé lui aussi Arme X), Slayback, Sluggo et Ajax parmi d'autres.

### La troisième installation
Dans la série Weapon X, le Directeur Malcolm Colcord forma une troisième incarnation du projet Arme X. Colcord était un garde qui fut épargné par miracle lors de l'évasion de Wolverine. Défiguré, il monta son projet pour se venger des mutants, grâce au développement de bio-armement et la mise en place de camps d'extermination, son but.
Au début, le Directeur utilisa ses ressources pour monter un groupe d'assaut dont la cible était Wolverine, et permettre la fabrication d'un camp secret baptisé Neverland. Les mutants américains étaient enlevés, et ceux qui ne pouvaient devenir des armes vivantes étaient éliminés. Les autres l'étaient aussi s'ils refusaient d'être employés par le Programme : Maggott, Cecilia Reyes, Tar Baby, Sangsue... Les organes des exécutés terminaient chez les U-Men.
Les agents de cette organisation étaient l'ancien agent du SHIELD Brent Jackson, Dents-de-sabre qui fut équipé d'adamantium, la métamorphe Copycat et Deadpool... Ce dernier s'échappa et d'autres agents furent recrutés, de force ou non : Wild Child de plus en plus animal, Maverick qui devint l'Agent Zéro, Sauron, Washout, Marrow qui retrouva une apparence humaine, Garrison Kane qui devint un véritable cyborg, Aurora et Madison Jeffries conditionnés mentalement, puis les criminels Reaper et Wildside, et l'australien Jack-In-the-Box. Mesmero (en) rejoignit le groupe volontairement.
À l'insu de tous, sauf Creed, Mister Sinistre avait infiltré le camp sous l'identité du Dr. Windsor. Il joua un double jeu, faisant semblant de sauver des mutants des camps, pour en fait les utiliser comme cobayes pour ses propres expériences.
Après quelque temps, Brent Jackson prit le commandement, à la suite d'une mutinerie et d'une attaque de Cable. Washout vit ses pouvoirs augmentés, mais constatant qu'il mourrait à petit feu, essaya de tuer le Directeur avant de mourir, sans succès. Creed et marrow s'échappèrent après un duel dans les égouts, et Kane se sacrifia pour sauver ses équipiers. Grâce à Jeffries, Colcord réussit à fuir, emmenant Aurora.
Brent Jackson engagea ensuite le mutant Chamber qui eut le visage réparé par les scientifiques. Agent double des X-Men, le jeune homme fut vite conditionné.

### Après leM-Day
À la suite du M-Day, Chamber et Mesméro perdirent leurs pouvoirs. Chamber fut abandonné et pris en charge par les X-Men, et Mesméro fut chassé, inutile à l'organisation. Les mutants de Neverland furent tous éliminés, et c'est le Fauve qui découvrit le massacre dans Endangered Species.

## Membres

### Shiva
Shiva est un robot évoluant dans l'univers Marvel de la maison d'édition Marvel Comics. Créé par Marc Silvestri et Larry Hama, le personnage de fiction apparaît pour la première fois dans le comic book Wolverine (vol. 2) #50. Fabriqué par le projet Arme X, Shiva est un robot qui intervient dans le cas où les sujets d'expériences deviennent incontrôlables ; plus précisément, Shiva est un programme qui crée les robots. Le programme apprend de ses erreurs et les robots sont de plus en plus difficiles à battre.
Quand Wolverine retourne enquêter sur son passé au Complexe de l'Arme X, il active le robot d'origine. Il réussit à le détruire, mais un deuxième est aussitôt activé. Wolverine réussit encore à le vaincre, et les robots suivants ciblent Dents de sabre, lui aussi ancien sujet du Projet. Des années plus tard, quand Wolverine recouvre la mémoire à la fin du crossover House of M, des agents secrets du gouvernement américain tentent de l'éliminer avec un nouveau robot Shiva, sans succès.

## Apparition dans d'autres médias

### Télévision
- X-Men (série télévisée, 1992)
- Wolverine et les X-Men (série télévisée, 2008)

### Cinéma
- Hulk vs. Wolverine (film d'animation, 2009)

Le programme « Arme X » apparaît aussi régulièrement dans la saga cinématographique X-Men. Bien qu'opérant depuis la base canadienne d'Alkali Lake en Colombie-Britannique, le programme semble financé par le gouvernement américain.
Dans les films X-Men Origins: Wolverine et X-Men 2, il est dit que le squelette en adamantium de Wolverine est le fruit des expériences du colonel William Stryker, un militaire qui nourrit une haine viscérale envers les mutants. Les expériences de Stryker ont également mené à la création de Deadpool et Lady Deathstrike.
Alors que Stryker fait son retour aux côtés de Bolivar Trask dans X-Men: Days of Future Past, son complexe militaire ne réapparaît qu'au film suivant, X-Men: Apocalypse, où il y détient captifs quelques X-Men.
Dans le film Logan, l'antagoniste Zander Rice est le fils d'un membre du programme Arme X, que Wolverine tua lors de son évasion. Tout comme son père, Rice poursuit certaines expériences sur les mutants. Il est notamment le créateur de X-23.